# Arcy-Sainte-Restitue
Arcy-Sainte-Restitue és un municipi francès situat al departament de l'Aisne i a la regió dels Alts de França. L'any 2007 tenia 427 habitants.

## Demografia

### Població
El 2007 la població de fet d'Arcy-Sainte-Restitue era de 427 persones. Hi havia 148 famílies de les quals 36 eren unipersonals (20 homes vivint sols i 16 dones vivint soles), 40 parelles sense fills, 68 parelles amb fills i 4 famílies monoparentals amb fills.
La població ha evolucionat segons el següent gràfic:
Habitants censats

### Habitatges
El 2007 hi havia 202 habitatges, 158 eren l'habitatge principal de la família, 36 eren segones residències i 8 estaven desocupats. 201 eren cases i 1 era un apartament. Dels 158 habitatges principals, 131 estaven ocupats pels seus propietaris, 25 estaven llogats i ocupats pels llogaters i 2 estaven cedits a títol gratuït; 2 tenien una cambra, 5 en tenien dues, 20 en tenien tres, 40 en tenien quatre i 91 en tenien cinc o més. 112 habitatges disposaven pel capbaix d'una plaça de pàrquing. A 70 habitatges hi havia un automòbil i a 74 n'hi havia dos o més.

### Piràmide de població
La piràmide de població per edats i sexe el 2009 era:
| Homes | Edats   | Dones |
| ----- | ------- | ----- |
| 0     | 95 o +  | 0     |
| 4     | 90 a 94 | 0     |
| 0     | 85 a 89 | 0     |
| 0     | 80 a 84 | 0     |
| 4     | 75 a 79 | 8     |
| 4     | 70 a 74 | 16    |
| 0     | 65 a 69 | 4     |
| 20    | 60 a 64 | 16    |
| 12    | 55 a 59 | 12    |
| 4     | 50 a 54 | 8     |
| 4     | 45 a 49 | 4     |
| 24    | 40 a 44 | 20    |
| 32    | 35 a 39 | 28    |
| 16    | 30 a 34 | 16    |
| 8     | 25 a 29 | 0     |
| 12    | 20 a 24 | 0     |
| 12    | 15 a 19 | 12    |
| 20    | 10 a 14 | 16    |
| 8     | 5 a 9   | 28    |
| 12    | 0 a 4   | 20    |

## Economia
El 2007 la població en edat de treballar era de 242 persones, 175 eren actives i 67 eren inactives. De les 175 persones actives 160 estaven ocupades (91 homes i 69 dones) i 15 estaven aturades (9 homes i 6 dones). De les 67 persones inactives 15 estaven jubilades, 21 estaven estudiant i 31 estaven classificades com a «altres inactius».

### Ingressos
El 2009 a Arcy-Sainte-Restitue hi havia 163 unitats fiscals que integraven 455 persones, la mediana anual d'ingressos fiscals per persona era de 17.720 €.

### Activitats econòmiques
Dels 9 establiments que hi havia el 2007, 1 era d'una empresa extractiva, 1 d'una empresa alimentària, 6 d'empreses de construcció i 1 d'una empresa de comerç i reparació d'automòbils.
Dels 6 establiments de servei als particulars que hi havia el 2009, 3 eren paletes, 1 fusteria, 1 electricista i 1 empresa de construcció.
L'únic establiment comercial que hi havia el 2009 era una fleca.
L'any 2000 a Arcy-Sainte-Restitue hi havia 13 explotacions agrícoles.

## Equipaments sanitaris i escolars
El 2009 hi havia una escola elemental.

## Poblacions més properes
El següent diagrama mostra les poblacions més properes.